# وتن، ایندر
وتن، ایندر (به فرانسوی: Vatan, Indre) یک کامین در فرانسه است که در Canton of Vatan واقع شده‌است.

## خصوصیات
وتن ۲۹٫۸ کیلومترمربع مساحت و ۲٬۰۵۹ نفر جمعیت دارد و ۱۳۲ متر بالاتر از سطح دریا واقع شده‌است.